# César Azpilicueta
César Azpilicueta Tanco (* 28. srpna 1989 Zizur Mayor) je španělský profesionální fotbalista, který hraje na pozici pravého či středního obránce za španělský klub Atlético Madrid a za španělský národní tým.

## Klubová kariéra

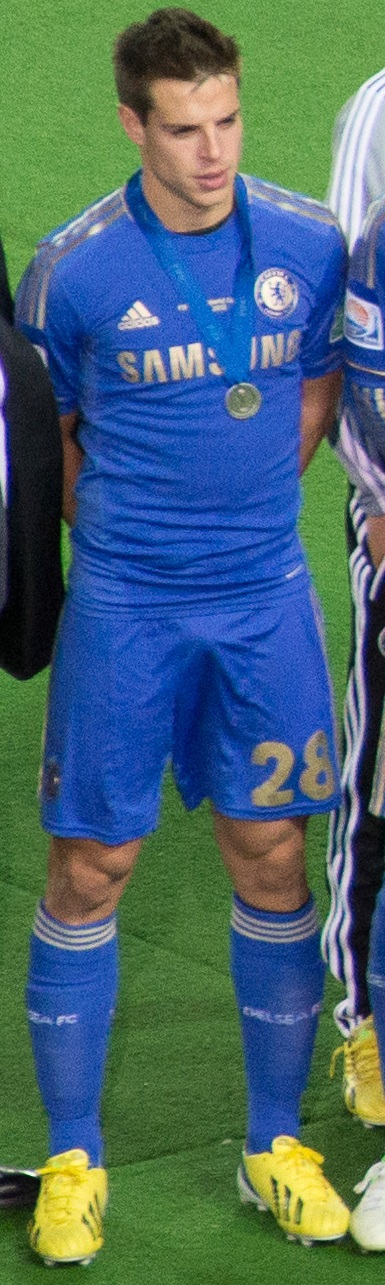
César Azpilicueta v dresu Chelsea.

César Azpilicueta fotbalově vyrůstal v mládežnických strukturách klubu CA Osasuna. Ve španělské La Lize debutoval 8. dubna 2007 v zápase s domácím Realem Madrid (prohra Osasuny 0:2). Původně hrál na pozici záložníka, teprve později se stal obráncem.
21. června 2010 přestoupil do francouzského klubu Olympique de Marseille. Zde působil dvě sezóny a vyhrál s klubem několik trofejí.
24. srpna 2012 přestoupil za odhadovaných 7 milionů £ z Francie do anglického celku Chelsea FC. Zde dostal dres s číslem 28.
Do jarního šestnáctifinále Evropské ligy 2012/13 byl Chelsea přilosován český klub AC Sparta Praha, César odehrál obě utkání v základní sestavě (výhra Chelsea 1:0 v Praze, remíza 1:1 na Stamford Bridge v Londýně). První zápas v osmifinále v Bukurešti proti Steaue nehrál (prohra londýnského celku 0:1), v odvetě na Stamford Bridge již nastoupil (výhra 3:1 a postup). Ve čtvrtfinále odehrál první utkání s ruským celkem FC Rubin Kazaň (domácí výhra 3:1). 15. května 2013 slavil se spoluhráči titul v Evropské lize po vítězství 2:1 ve finále nad Benfikou Lisabon.
3. května 2015 tři kola před koncem sezóny 2014/15 získal s Chelsea ligový titul, v téže sezóně vyhrál i Football League Cup.

## Reprezentační kariéra

### Mládežnické reprezentace
César Azpilicueta působil v několika mládežnických reprezentacích Španělska. S reprezentací do 19 let vyhrál v roce 2007 Mistrovství Evropy U19 konané v Rakousku, Španělsko porazilo ve finále Řecko 1:0. S výběrem do 21 let vyhrál roku 2011 Mistrovství Evropy U21 v Dánsku, když Španělé zvítězili ve finále nad Švýcarskem 2:0.
Poté, co se nevešel do nominace na EURO 2012, byl Azpilicueta napsán na soupisku pro Letní olympijské hry 2012 v Londýně. Španělsko zde bylo po vítězství na Euru 2012 největším favoritem, ale po dvou prohrách 0:1 (s Japonskem a Hondurasem) a jedné remíze vypadlo překvapivě již v základní skupině D. César odehrál pouze závěrečné utkání svého týmu 1. srpna proti Maroku (remíza 0:0).

### A-mužstvo
1. února 2013 byl nominován k nadcházejícímu přátelskému utkání proti Uruguayi. 6. února 2013 si v tomto zápase zaknihoval svůj debut v A-mužstvu Španělska, když odehrál kompletní počet minut. Španělé porazili v katarském Dauhá jihoamerického soupeře 3:1. Trenér Španělska Vicente del Bosque vyjádřil po zápase s jeho výkonem spokojenost.
Trenér Vicente del Bosque jej vzal na Mistrovství světa 2014 v Brazílii, kde Španělé jakožto obhájci titulu vypadli po dvou porážkách a jedné výhře již v základní skupině B.
Vicente del Bosque jej nominoval i na EURO 2016 ve Francii, kde byli Španělé vyřazeni v osmifinále Itálií po porážce 0:2. Azpilicueta nastoupil do jediného zápasu – v základní skupině D proti Turecku (výhra 3:0).

## Statistiky

### Klubové
K 2. únoru 2022
| Klub      | Sezóna  | Liga           | Liga   | Liga | Národní pohár | Národní pohár | Ligový pohár | Ligový pohár | Evropské pohár | Evropské pohár | Ostatní | Ostatní | Celkem | Celkem |
| Klub      | Sezóna  | Liga           | Zápasy | Góly | Zápasy        | Góly          | Zápasy       | Góly         | Zápasy         | Góly           | Zápasy  | Góly    | Zápasy | Góly   |
| --------- | ------- | -------------- | ------ | ---- | ------------- | ------------- | ------------ | ------------ | -------------- | -------------- | ------- | ------- | ------ | ------ |
| Osasuna   | 2006/07 | La Liga        | 1      | 0    | 1             | 0             | —            | —            | 1              | 0              | —       | —       | 3      | 0      |
| Osasuna   | 2007/08 | La Liga        | 29     | 0    | 0             | 0             | —            | —            | —              | —              | —       | —       | 29     | 0      |
| Osasuna   | 2008/09 | La Liga        | 36     | 0    | 2             | 0             | —            | —            | —              | —              | —       | —       | 38     | 0      |
| Osasuna   | 2009/10 | La Liga        | 33     | 0    | 5             | 0             | —            | —            | —              | —              | —       | —       | 38     | 0      |
| Osasuna   | Celkem  | Celkem         | 99     | 0    | 8             | 0             | 0            | 0            | 1              | 0              | 0       | 0       | 108    | 0      |
| Marseille | 2010/11 | Ligue 1        | 15     | 0    | 0             | 0             | 1            | 1            | 4              | 0              | 1       | 0       | 21     | 1      |
| Marseille | 2011/12 | Ligue 1        | 30     | 1    | 3             | 0             | 3            | 0            | 8              | 0              | 0       | 0       | 44     | 1      |
| Marseille | 2012/13 | Ligue 1        | 2      | 0    | —             | —             | —            | —            | 1              | 0              | —       | —       | 3      | 0      |
| Marseille | Celkem  | Celkem         | 47     | 1    | 3             | 0             | 4            | 1            | 13             | 0              | 1       | 0       | 68     | 2      |
| Chelsea   | 2012/13 | Premier League | 27     | 0    | 5             | 0             | 5            | 0            | 9              | 0              | 2       | 0       | 48     | 0      |
| Chelsea   | 2013/14 | Premier League | 29     | 0    | 2             | 0             | 3            | 1            | 10             | 0              | 0       | 0       | 44     | 1      |
| Chelsea   | 2014/15 | Premier League | 29     | 0    | 2             | 0             | 5            | 0            | 4              | 0              | —       | —       | 40     | 0      |
| Chelsea   | 2015/16 | Premier League | 37     | 2    | 3             | 0             | 0            | 0            | 8              | 0              | 1       | 0       | 49     | 2      |
| Chelsea   | 2016/17 | Premier League | 38     | 1    | 6             | 0             | 3            | 1            | —              | —              | —       | —       | 47     | 2      |
| Chelsea   | 2017/18 | Premier League | 37     | 2    | 4             | 0             | 2            | 0            | 8              | 1              | 1       | 0       | 52     | 3      |
| Chelsea   | 2018/19 | Premier League | 38     | 1    | 3             | 0             | 6            | 0            | 9              | 0              | 1       | 0       | 57     | 1      |
| Chelsea   | 2019/20 | Premier League | 36     | 2    | 5             | 0             | 0            | 0            | 7              | 2              | 1       | 0       | 49     | 4      |
| Chelsea   | 2020/21 | Premier League | 26     | 1    | 4             | 0             | 2            | 0            | 11             | 0              | —       | —       | 43     | 1      |
| Chelsea   | 2021/22 | Premier League | 17     | 0    | 1             | 1             | 3            | 0            | 6              | 0              | 1       | 0       | 28     | 1      |
| Chelsea   | Celkem  | Celkem         | 314    | 9    | 35            | 1             | 29           | 2            | 72             | 3              | 7       | 0       | 457    | 15     |
| Celkem    | Celkem  | Celkem         | 460    | 10   | 46            | 1             | 33           | 3            | 86             | 3              | 8       | 0       | 633    | 17     |

### Reprezentační
K 14. listopadu 2021
| Španělsko | Španělsko | Španělsko |
| Rok       | Zápasy    | Góly      |
| --------- | --------- | --------- |
| 2013      | 4         | 0         |
| 2014      | 6         | 0         |
| 2015      | 2         | 0         |
| 2016      | 6         | 0         |
| 2017      | 2         | 0         |
| 2018      | 5         | 0         |
| 2019      | 0         | 0         |
| 2020      | 0         | 0         |
| 2021      | 11        | 1         |
| Celkem    | 36        | 1         |

#### Reprezentační góly
Skóre a výsledky Španělska jsou vždy zapisovány jako první
| Gól | Datum           | Místo                 | Soupeř     | Skóre | Výsledek        | Soutěž    |
| --- | --------------- | --------------------- | ---------- | ----- | --------------- | --------- |
| 1.  | 28. června 2021 | Parken, Kodaň, Dánsko | Chorvatsko | 2:1   | 5:3 (po prodl.) | Euro 2020 |

## Úspěchy

### Individuální
- Sestava sezóny Ligy mistrů UEFA – 2020/21[21]